# 나만이 없는 거리 (영화)
《나만이 없는 거리》(일본어: 僕だけがいない街)는 2016년 공개된 일본의 스릴러 판타지 영화이다. 동명의 만화를 원작으로 한다. 2016년 1월에 첫 예고편이 등장했고 몆 달뒤 정식 개봉하였다.
특이한 점으로는 애니메이션 이지만 조명은 영화적 연출에 가깝게 장면이 많다. 그리고 작품의 종횡비는 16:9이지만 어린 시절 부분은 극장용 영화처럼 7:3(2.35:1) 레터박스로 나온다.

## 배역
- 후지누마 사토루 - 후지와라 타츠야 (아역: 나카가와 츠바사[1])
- 카타기리 아이리 - 아리무라 카스미
- 야시로 가쿠 - 오이카와 미츠히로
- 히나즈키 카요 - 스즈키 리오[1]
- 시라토리 쥰 - 하야시 켄토[1]
- 안도 타마에
- 후치카미 야스시
- 타카하시 츠토무
- 고바야시 켄야 - 후쿠시 세이지[1]
- 모리 칸나
- 사와다 마코토 - 스기모토 텟타[1]
- 후지누마 사치코 - 이시다 유리코

## 평가
관중들에게 이례적인 호평을 받은 작품이다. 작품성 면에서 작화, 연출, OST, 캐릭터 디자인, 성우, 전개와 완급조절까지 모두 좋은 평을 받았다.

## 같이 보기
- 나만이 없는 거리